# Stefanos stenas
Stefanos stenas (franska: La Lapidation de saint Etienne) är en oljemålning av den nederländske konstnären Rembrandt. Den målades 1625 och ingår sedan 1844 i samlingarna på Musée des Beaux-Arts i Lyon. 
Målningen visar ett motiv från Apostlagärningarna (7:54–60) i Nya testamentet. Där skildras hur diakonen och kristendomens första martyr, Stefanos, stenas till döds av judarna utanför Jerusalem. Stefanos faller på knä och utropar: “Herre Jesus, ta emot min ande. Herre, ställ dem inte till svars för denna synd”. I bildens övre del syns Saul sittande i ljusblå dräkt och med gärningsmännens mantlar i knäet. Senare omvändes han till kristendomen och blev känd som Paulus, näst Jesus den mest framträdande gestalten i Nya testamentet och urkyrkan.   
Stefanos stenas är den första tavlan som Rembrandt signerade; han var endast 19 år gammal när den utfördes och han var fortfarande starkt påverkad av sin lärare Pieter Lastman i Amsterdam. Mannen vars ansikte är placerat ovanför Stefanos huvud i bilden tros föreställa Rembrandt själv och möjligen har Rembrandts konstnärsvän Jan Lievens stått modell för mannen vars ansikte är placerat under Stefanos vänsterhand.  

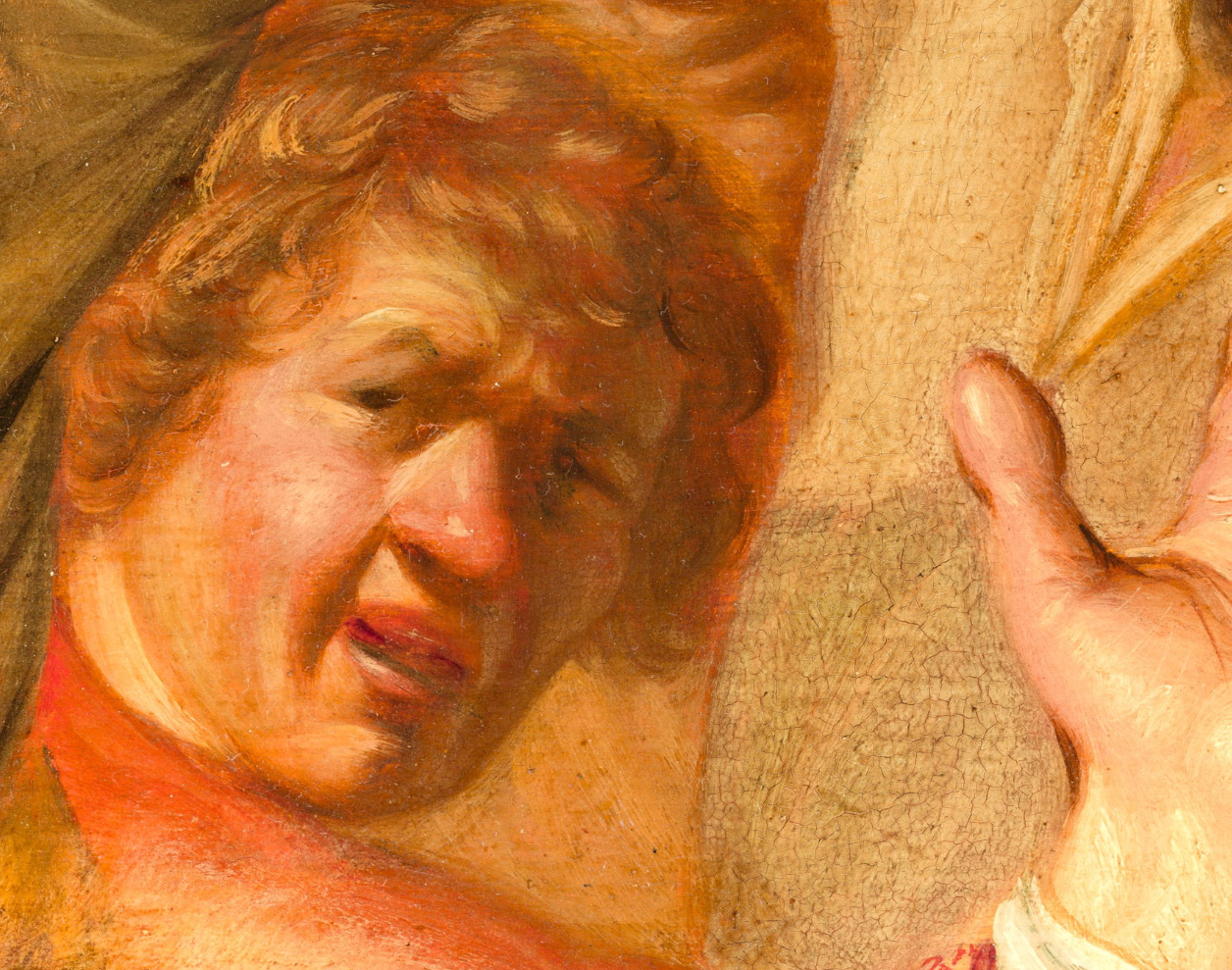
Mannen vars ansikte är placerat ovanför Stefanos huvud i bilden utgör det tidigast kända självporträttet från Rembrandts hand.